# UN-Klimakonferenz in Den Haag 2000
Die UN-Klimakonferenz in Den Haag fand als sechste Weltklimakonferenz (englisch United Nations Framework Convention on Climate Change, UNCCC), kurz COP 6 (Conference of the Parties, „Vertragsstaatenkonferenz“) vom 13. bis zum 24. November 2000 im niederländischen Den Haag statt.
Unter Anderen waren hier über hundert Umweltminister anwesend; Präsident war der niederländische Umweltminister Jan Pronk.

## Ergebnisse
Ziel der Konferenz war es, die Verhandlungen zur Umsetzung des Kyoto-Protokolls nach drei Jahren endlich zu einem Ergebnis zu bringen.
Größter Streitpunkt während der Konferenz waren die Treibhausgasemissionen. Eine Verständigung zwischen der Europäischen Union und den Vereinigten Staaten, Kanada, Japan sowie Australien wurde aber nicht erreicht. So lehnte EU den Vorstoß der USA ab, Waldbestand und Landwirtschaft als senkende Faktoren in die Emissionsbilanz der jeweiligen Nationen einzurechnen. Der Vorschlag hätte es den USA ermöglicht, noch mehr schädliche Treibhausgase auszustoßen, statt ihre Emissionen zu senken. Der französische Staatspräsident Jacques Chirac erklärte in diesem Zusammenhang: „Jeder amerikanische Bürger produziert durchschnittlich drei Mal so viel Kohlendioxyd wie ein Franzose. (…) Deshalb setzen wir vor allem auf die Amerikaner, wenn es um eine effektive Begrenzung des Schadstoffausstoßes geht.“
Am vorletzten Konferenztag hatte Jan Pronk ein Kompromisspapier vorgelegt, das durch weitreichende Zugeständnisse einem Erfolg der Konferenz möglich machen sollte. Pronk hatte zuvor angekündigt: „Es wird weh tun. Aber alle Parteien können sich die Schmerzen teilen.“ Sein Vorschlag kam den Vereinigten Staaten in der Frage einer Anrechenbarkeit von Waldbeständen bei der Emissionsbilanz entgegen. Aber nicht nur Umweltgruppen reagierten ablehnend  auf das Pronk-Papier. Auch die EU sprach sich gegen den Vorschlag aus. „Wir sind bereit, hier ein Abkommen zu schließen“, erklärte Bundesumweltminister Jürgen Trittin, „Aber der Maßstab muss die Integrität des Kyoto-Protokolls bleiben.“
Die Konferenz, die unter dem Motto „work it out“ gestanden hatte, ging ohne nennenswerte Ergebnisse zu Ende und musste in Bonn als COP 6-2 fortgesetzt werden (→ Die doppelte COP-6 von Den Haag und Bonn).